# Sarah Baartman (Distrikt)
Der Distrikt Sarah Baartman (englisch Sarah Baartman District Municipality), bis 2015 Cacadu (englisch Cacadu District Municipality), liegt im westlichen Teil der Provinz Ostkap in Südafrika. Auf einer Fläche von 58.194 km² leben 450.584 Einwohner (Stand: 2011). Der Verwaltungssitz befindet sich in Port Elizabeth, das nicht im Distrikt liegt.
2015 erhielt der Distrikt seinen heutigen Namen. Sarah Baartman war eine Khoikhoi-Frau, die in Europa ausgestellt wurde und dort starb. Cacadu ist ein isiXhosa-Begriff und beschreibt die Landschaft, gekennzeichnet durch halbaride Ebenen und wogende Berge, die sich bis zum Meer ausdehnt.

## Gemeindestruktur
Als Beispiel für die Infrastruktur hier die Wasserversorgung der Haushalte (HWA = eigener Hauswasseranschluss; ÖWA = öffentlicher Wasseranschluss in der Nähe; KWA = kein Anschluss an ein Wasserleitungsnetz):
| Gemeinde (zum Zeitpunkt der Erhebung) | Verwaltungssitz | Fläche (km²) | Einwohner | HWA  | ÖWA  | KWA  |
| ------------------------------------- | --------------- | ------------ | --------- | ---- | ---- | ---- |
| Blue Crane Route                      | Somerset East   | 9.836        | 35.002    | 12 % | 68 % | 20 % |
| Dr Beyers Naudé                       | Graaff-Reinet   | 28.653       | 79.291    | 21 % | 71 % | 8 %  |
| Kouga                                 | Jeffreys Bay    | 2.419        | 70.687    | 19 % | 73 % | 8 %  |
| Kou-Kamma                             | Kareedouw       | 3.574        | 34.285    | 25 % | 38 % | 37 % |
| Makana                                | Makhanda        | 4.376        | 75.295    | 11 % | 79 % | 9 %  |
| Ndlambe                               | Port Alfred     | 1.841        | 53.604    | 13 % | 70 % | 17 % |
| Sundays River Valley                  | Kirkwood        | 3.508        | 39.853    | 6 %  | 62 % | 32 % |

## Nationalparks/Naturschutzgebiete
- Baviaanskloof Mega-Reserve (Teil des Cape Floral Kingdom und UNESCO-Weltnaturerbe)
- Addo Elephant National Park
- Tsitsikamma National Park